# نور الدين محمد توب
نور الدين محمد توب (11 أغسطس 1968 - 17 سبتمبر 2009) مواطن ماليزي مسلم، كان أكثر المقاتلين الإسلاميين المطلوبين في إندونيسيا.
ولد في كلوانج بولاية جوهر بماليزيا، ويعتقد أنه كان صانعًا رئيسيًا للقنابل أو ممولًا للجماعة الإسلامية في جنوب شرق آسيا، ترك الجماعة الإسلامية وشكَّل مجموعة منشقة وهو «تنظيم قاعدة الجهاد» التابع لتنظيم القاعدة. سُجنت زوجته في يونيو 2005 لإخفائها معلومات عن مكان وجوده.
يُعتقد أن نور الدين وأزهري حسين قد دبروا تفجيرات فندق ماريوت عام 2003 في جاكرتا، وتفجير السفارة الأسترالية في جاكرتا عام 2004، وتفجيرات بالي عام 2005، وتفجيرات جاكرتا عام 2009  ومحتمل مشاركته في تفجيرات بالي عام 2002. قُتل نور الدين خلال غارة للشرطة في سوراكارتا في 17 سبتمبر 2009.